# Laimonis Šēnbergs
Laimonis Šēnbergs (né le 31 mars 1947 à Jaunpiebalga) est un affichiste et graphiste letton.

## Carrière

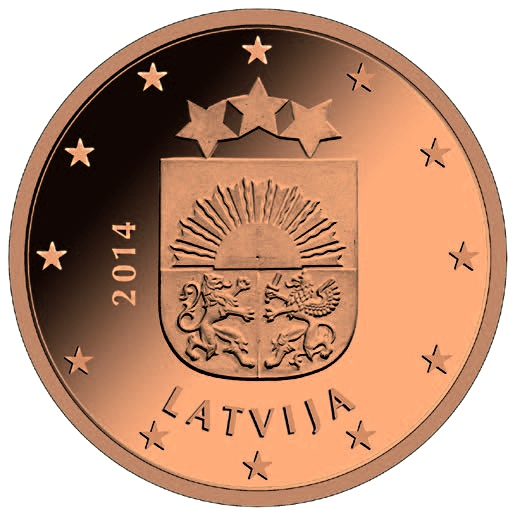
Pièce de monnaie lettone à 1 cent (depuis 2014)

Laimonis Šēnbergs a obtenu son diplôme en 1967 à l'École des arts de Riga. Jusqu'en 1972, il a étudié le design d'intérieur à l'Académie des beaux-arts de Lettonie. Depuis 1967, Šēnbergs a participé à environ 50 expositions internationales d’affiche et de design et à environ 50 expositions d’art dans le pays. De 1972 à 1982, il était membre du collectif d'artistes Māksla. Il fut membre de l'Union des artistes de Lettonie dès 1975, secrétaire de son conseil d'administration (1982–1992), artiste principal du Comité national de l'édition, de l'impression et du livre de la RSS de Lettonie (1982–1990) et du Comité de la culture nationale du RSS de Lettonie (1988–1990), ainsi qu'artiste en chef du Festival national letton des chants et de danses (1990, 1993). Il est conseiller artistique auprès de la banque de Lettonie depuis 1993 et, depuis 2003, président de la Commission d'État pour l'héraldique de la République de Lettonie.
Laimonis Šēnbergs a conçu plusieurs pièces pour la banque de Lettonie. Ses créations les plus connues en dehors de la Lettonie sont les pièces lettones en euros de 1 cent à 5 cents avec le blason de l’État et de 10 à 50 cents avec le grand blason de la Lettonie.

## Quelques pièces de monnaie dessinées par Šēnbergs
- 8 pièces d'argent et une pièce d'or à 10 lats au 800e anniversaire de la fondation de Riga (1995 à 1998) ;
- 3 pièces de la série Pièce du temps à 1 lat d'argent et de niobium (2004, 2007 et 2011) ;
- la pièce de 1 lat d'argent et de granit (2011) ;
- la pièce d'argent à 5 euros illustrant le baroque de Courlande (2014) ;
- les pièces lettones de 1 cent à 50 centimes (depuis 2014) ;
- la pièce d'argent à 5 euros à l'occasion du 100ème anniversaire de l'indépendance de la Lettonie (2018).

Quelques pièces dessinées par Laimonis Šēnbergs
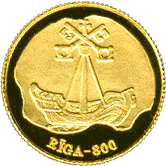
pièce en or de 10 lats du 800e anniversaire de la fondation de la ville de Riga (1998)
pièce en argent de 10 lats du 800e anniversaire de la fondation de la ville de Riga (1998)
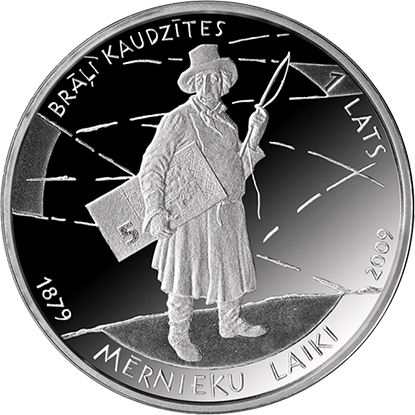
pièce commémorative du centenaire de la publication du roman Le Temps des arpenteurs (2009)
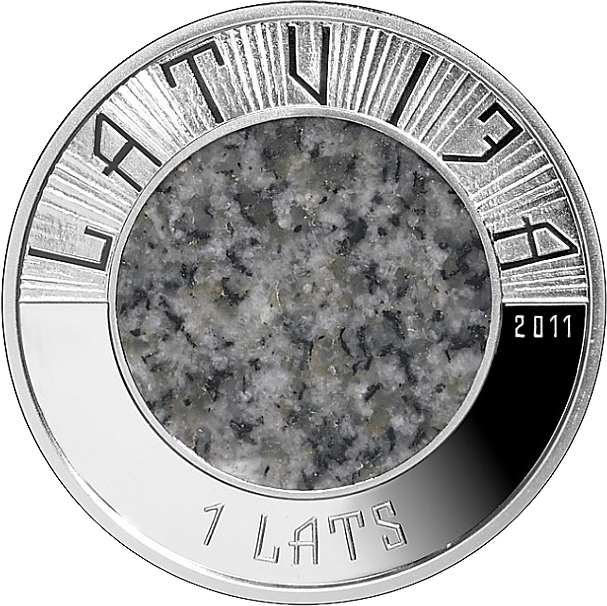
pièce de 1 lat en argent et granit (2011)
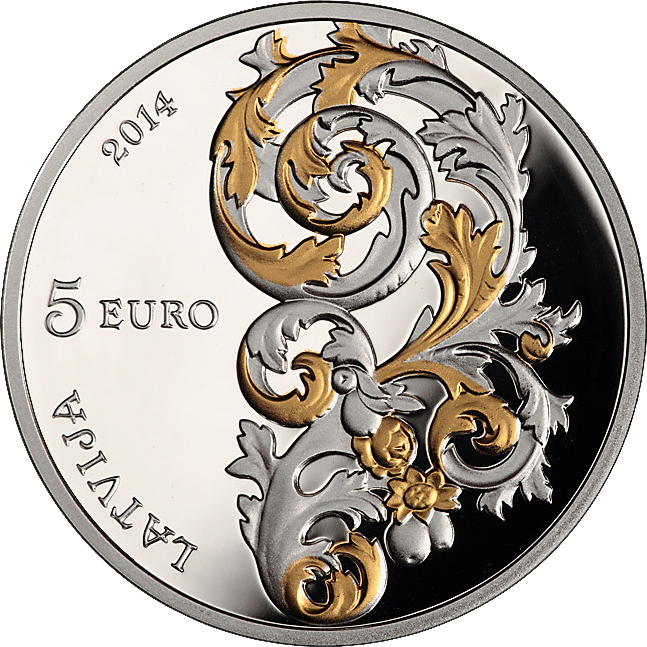
pièce de 5 euros Baroque de Courlande (2014)

## Expositions personnelles d'affiches
- Cesis (1980)
- Riga (1988)
- Cesis (2006)

## Récompenses internationales
- Prix honorifiques de la Biennale internationale de l'affiche à Varsovie en 1978 et 1980 ;
- Diplôme et médaille de l'Association des artistes lettons pour réalisations artistiques exceptionnelles (1979) ;
- Grand prix de la triennale des affiches des républiques baltes à Vilnius ;
- Prix d'État de la République socialiste soviétique de Lettonie (1980) ;
- Prix du Ministère tchécoslovaque de la culture à l'exposition internationale de graphisme de Brno (1986) ;
- Ouvrier d'art méritoire de la RSS de Lettonie  (1987) ;
- prix dans les concours littéraires baltes et biélorusses de Tallinn (1988) et de Vilnius (1990) ;
- Croix d'officier de l'ordre des Trois Étoiles (2011).